# Johnny Mad Dog
Johnny Mad Dog è un film del 2008 diretto da Jean-Stéphane Sauvaire.

## Riconoscimenti
- 2008 - Festival di Cannes
  - Prix de l'espoir sezione Un Certain Regard